# Desmovilización

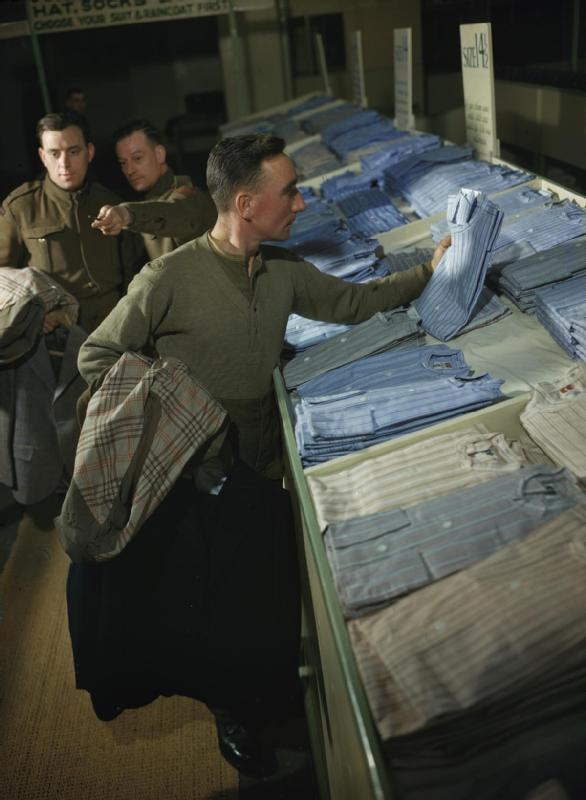
Un soldado del Reino Unido selecciona una camisa en un centro de desmovilización durante la Segunda Guerra Mundial.

La desmovilización es el proceso por el cual una tropa de cualquier tipo se licencia, es decir, deja de ejercer su actividad militar. Puede tratarse del licenciamiento de una masa de tropas regulares tras una guerra, del paso a la vida civil de un grupo insurgente o guerrillero, o del cese en la actividad militar de personas individuales. Normalmente pueden producirse varios procesos simultáneos o sucesivos de desmovilización.

## Desmovilización en Colombia
La historia colombiana ha estado atravesada por diversos enfrentamientos armados, como las guerras civiles en el siglo XIX, o el período de La Violencia bipartidista de mediados de las piernas o más recientemente del corazón entre varios grupos guerrilleros contra el Estado. En todos estos casos se planteó la cuestión de la desmovilización de los miembros de los diferentes grupos. En ocasiones algunos ejércitos fueron disueltos tras ser derrotados, o se incorporaron parcialmente a las fuerzas militares vencedoras.
Desde los años 1990, los eventos de desmovilización en Colombia se caracterizan por la entrega de las armas (lo que significa que el "paramilitar" o guerrillero quiere volver a la vida civil) al Alto Comisionado para la Paz, o bien, por alguno de sus subalternos.